# Palliduphantes carusoi
Palliduphantes carusoi är en spindelart som först beskrevs av Brignoli 1979.  Palliduphantes carusoi ingår i släktet Palliduphantes och familjen täckvävarspindlar. Inga underarter finns listade i Catalogue of Life.